# Ulrik le Fevre
Ulrik le Fevre (Vejle, 25 giugno 1946 – Vejle, 24 febbraio 2024) è stato un procuratore sportivo e calciatore danese, di ruolo centrocampista.

## Carriera

### Club
Ulrik le Fevre nacque a Vejle il 25 giugno 1946.
Debuttò nel 1965 con il Vejle BK, formazione danese di massima divisione. Nel 1969 si trasferì al Borussia Mönchengladbach per tentare l'avventura professionistica, non esistendo all'epoca in Danimarca il calcio professionistico.
Con la maglia del Borussia vinse nel 1969-1970 e nel 1970-1971 la Bundesliga, e segnò una marcatura nel 1971 contro lo Schalke 04 che vinse il titolo di Tor des Jahres (gol dell'anno).
Nel 1972 con l'arrivo del giovane attaccante danese Henning Jensen, le Fevre venne acquistato dai belgi del Club Bruges e vinse la Division I (1972-1973, 1975-1976, 1976-1977) e una Coppa del Belgio nel 1977. Sempre nello stesso anno venne acquistato dal Vejle BK e terminò la carriera nel 1978 vincendo con la compagine la massima divisione.
Morì il 24 febbraio 2024 all'età di 77 anni.

### Nazionale
Giocò con la Nazionale danese dal dicembre del 1965 fino al 1976 e collezionò 37 presenze segnando 7 reti. Dal 1969 al 1971 non giocò in Nazionale in quanto in Danimarca, come negli altri paesi della Scandinavia, vigeva la regola del "calcio amatoriale", per cui i calciatori professionisti erano esclusi dalla nazionale. Nel 1969, quando le Fevre diventò calciatore professionista, perse il diritto a giocare in nazionale, ma lo riacquistò nel 1971 quando la regola del "calcio amatoriale" fu abolita.

## Palmarès
- Bundesliga: 2

Borussia Mönchengladbach: 1969-1970, 1970-1971
- Campionato belga: 3

Club Brugge: 1972-1973, 1975-1976, 1976-1977
- Coppa del Belgio: 1

Club Brugge: 1976-1977
- Campionato danese: 1

Vejle BK: 1978